# Фарингальные согласные
В фонетике фаринга́льные согла́сные описывают  артикуляцию глотального звука. При артикуляции фарингальных согласных в гортани образуется смычка.
В МФА представлены три фарингальных согласных, которые типичны, например, для арабского языка:
- Звонкий фарингальный фрикатив [ʕ]
- Глухой фарингальный фрикатив [ħ]
- Фарингальный взрывной [ꞯ]

При произнесении язык отводится назад и шейные мускулы напрягаются. Звонкий фарингальный аппроксимант (ع, [ʕ]) звучит как «сдавленное» укр. г. Глухой фарингал (ح, [ħ]) похож по звучанию на звук «а», произнесенный громким шёпотом.